# Vršovice
Vršovice – część Pragi 10. Do 1922 roku stanowiły osobne miasto. W 2006 zamieszkiwało ją 38 707 mieszkańców.
Na jej terenie znajdują się m.in. Cmentarz Vršovicki, stadion Ďolíček oraz dwie świątynie w stylu modernistycznym: katolicka (kościół św. Wacława w Pradze (Vršovice)) i husycka (Husův sbor). 